# Cairo International Bank
Cairo International Bank (CIB) ist eine Bank in Kampala, Uganda und ist eine von der Zentralbank Bank of Uganda zugelassene Bank.
Die Bank wurde 1995 als Joint Venture von Banque du Caire und Kato Aromatics gegründet. Es traten weitere Teilhaber hinzu, so dass sich die Anteile zur Zeit verteilen auf:
- Banque du Caire (44,4 Prozent Beteiligung)
- Bank of Alexandria
- National Bank of Egypt
- Banque Misr
- Kato Aromatics SAE

Insbesondere die Kato Aromatics und ihr Eigentümer Dr. Ibrahim Kamel haben einige Investitionen in Uganda vorgenommen.